# 바트록

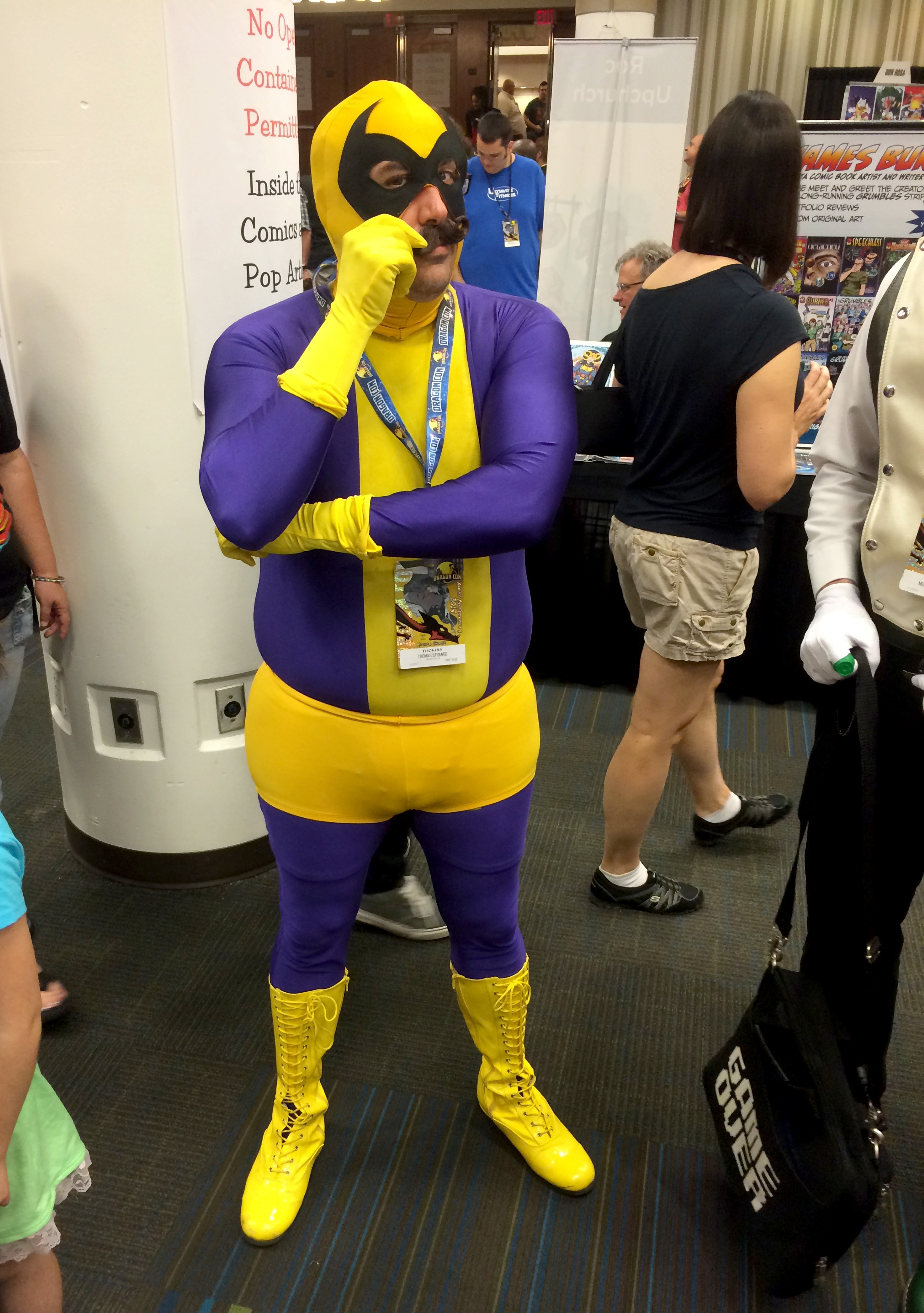

바트록(Batroc)은 마블 코믹스가 출판하는 만화책의 등장인물이다. 조르주 바트록(Georges Batroc)이라는 이름으로도 알려져 있다. 2014년 영화 《캡틴 아메리카: 윈터 솔져》에는 조르주 생 피에르가 연기한다.

## 같이 보기
- 사바트